# Christer Gulldén
Lars Christer Gulldén (ur. 13 sierpnia 1960 w Göteborgu) – szwedzki zapaśnik walczący w stylu klasycznym. Olimpijczyk z Seulu 1988, gdzie zajął czwarte miejsce w kategorii 90 kg.
Dziesiąty na mistrzostwach świata w 1987. Brązowy medalista mistrzostw Europy w 1981. Pierwszy w Pucharze Świata w 1980. Zdobył siedem medali na mistrzostwach nordyckich w latach 1979 – 1989. Wicemistrz świata juniorów w 1979, a mistrz Europy juniorów w 1980 roku.